# 长毛香薷
长毛香薷（学名：Elsholtzia pilosa）为唇形科香薷属下的一个种。

## 扩展阅读
- 維基物種上的相關：长毛香薷